# 750
750. је била проста година.

## Догађаји
- 25. јануар — Битка код Заба: Абасидски побуњеници су поразили Омејадски калифат у бици на Забу, што је довело до смене династија. Чланови куће Омајада се лове и убијају. Поражен од својих ривала, калиф Марван II бежи на запад у Египат, покушавајући да стигне до Ал-Андалуза (Иберијско полуострво), где још увек постоје значајне војске Омејада.
- 6. август – Марвана II су ухватиле и убиле у Фајуму присталице абасидског халифе Ел Сафаха. Скоро цела династија Омајада је убијена; Принц Абд ал-Рахман I  бежи у Ал-Андалуз. Абасиди преузимају контролу над исламским светом и успостављају своју прву престоницу у Куфи.
- Краљ Алфонсо I од Астурије оснива Краљевину Галицију, отприлике на северозападу Иберијског полуострва. Тачно време када се ово догодило је спорно.
- Према једној хроници писаној у 16. веку на месту сланог извора основан је град Слани у Средњочешкој регији (Чешка).
- Краљ Еадберхт од Нортумбрије затвара Синевулфа, бискупа Линдисфарна, у замку Бамбург. Краљ Еадберхт то чини како би казнио бискупа јер је дао уточиште једном од његових непријатеља, принцу Офи. Затим је опседао принца Офу, сина покојног краља Алдфрита, у Линдисфарнском манастиру. Готово мртав од глади, извучен је из манастира и погубљен.
- Битка код Мугдока: Британци Стратклајда под краљем Теудебуром побеђују принца Талоргана од Пикта. То доводи до опадања моћи краља Енгуса I.
- Основано је Царство Гана.
- Град Теотихуакан (савремени Мексико) је уништен и остављен у рушевинама, његове палате спаљене до темеља.
- Боробудур, или Барабудур (махајана будистички храм у Магелангу, централна Јава, Индонезија, као и највећи будистички храм на свету, а такође и један од највећих будистичких споменика на свету) је изграђен.
- У Кини за време династије Танг, товар чаја (лековите биљке) долази преко Великог канала до Луојанга, од Џеђианга